# デイトレード
デイトレード（英: day trading）とは、金融商品を1日の取引時間中に売買を完結させる日計り 取引のこと。主に株式・債券取引や外国為替証拠金取引 (FX)、商品先物取引、差金決済取引 (CFD)、株価指数先物取引など市場流動性の高い取引において行われる事が多い。
デイトレードの中でも、数秒～数分の間に数ティック上下しただけで売買および反対決済を成立させる手法をスキャルピングと呼ぶ。更に短くミリ秒の単位の場合は高頻度取引（HTF）と呼ぶ。2日～数週間程度の短期的な持ち越しを行う手法はスイングトレードと呼ぶ。それ以上の期間保有する場合は1年以下なら短期投資、1年超ならば中長期投資と呼ぶ。

## 概要
1日に1回もしくは複数回の取引を行い、細かく利益を積み重ねる売買手法である。場合によっては、1日で数百万円～数億円の利益を得られる（あるいは失う）など、他のトレード手法と比べ即時性・ゲーム性・ギャンブル性および依存性が強いとされ、利益をあげ続けるためには高い熟練度 を要する。
デイトレードを継続的に行う者をデイトレーダーと言う。本業としている者を専業デイトレーダー、兼業している者を兼業デイトレーダーと言うこともある。日中に頻繁に売買する点をさして、日計り専門でないスイングトレーダーも含めてデイトレーダーと呼ぶことが多い。かつて日本語ではこれらを相場の一勢力としては日計り筋と呼ぶ事が多かった。
日本での株式の現物取引においては、差金決済が禁止されている ため、実際の手法としては同一銘柄を資金余力を超えて回転売買することは出来ない。この場合デイトレーダーの手口としては、特定銘柄の売買を終了させて別の銘柄を手がけるといったループトレードの手法をとることが多い。日本の株式の信用取引の差金決済については、2013年1月1日より、金融商品取引法第百六十一条の二に規定する取引及びその保証金に関する内閣府令の一部を改正する内閣府令により解禁されている。デリバティブ取引にはこのような規制はない。

## 歴史
デイトレードは米国で広がり、デイトレードによる破産者の増加、それによる銃の発砲事件などの社会問題にもなった。
日計り商いは、デイトレードという言葉が生まれる以前から、日本でも可能な手法ではあった。しかし、売買手数料が自由化される以前の取引に高額な手数料を必要とした時代には、証券会社のディーラーでもない限りごくわずかの値幅（ティック）だけを目標として利ざやを稼ぐ手法そのものが難しかった。また日本には有価証券取引税や取引所税など特有の税制があり、株券の売買に売買価額の1万分の6（証券会社）ないし10（投資家）が課税されていたことも障害となっていた。
しかし、1999年（平成11年）に取引二税が廃止され、また2001年（平成13年）に、いわゆる金融ビッグバンの一環としてループトレードの解禁や証券売買手数料の自由化など規制が緩和された。そして、日本でも、いわゆるデイトレーダーが活躍できる土台ができあがった。インターネット専業の証券会社、ネット証券もこの頃から誕生した。
手数料が自由化されてから各証券会社は競うようにして売買手数料の値下げをおこなった。また、各証券会社は、パソコンでできるインターネット取引の機能をさらに充実し、プロに近いチャートソフト、テクニカル分析ソフトを契約者、利用者に提供した。従来、日本の金融界で、個人投資家では不可能だったデイトレードが現実のものとなったのである。
21世紀のIT革命と共に日本でもデイトレードが一般人に広く浸透しはじめ、書店ではデイトレード関連の参考図書、書籍が棚を埋めるようになり始めた。カリスマトレーダーの登場も、この頃である。その後も、各証券会社の手数料の値下げやサービスの個性化なども加速した。
しかし、ライブドア・ショックを機とした新興市場の低迷などから、日計り商いは2005年をピークに減少傾向となり、次第にスイングトレードや短期投資などの持ち越し取引が増えるようになった。SBI証券・松井証券・楽天証券・マネックス証券・カブドットコム証券の5社が調査した結果、2005年12月をピークに月間の平均売買回転率は半分近い値にまで低下している。

## 特徴
ポジションをある程度保持しつづける取引とデイトレードとでは、以下のような違いが挙げられる。
資金効率
デイトレードではループトレードにより、手持ちの資金を短時間で何度も投資することが出来る。トレードの期待値が高ければ、回数が多い方が複利の効果がある（逆に期待値がマイナスだと、資金が減るのも早い）。
持ち越しのリスクがない
デイトレードではその日のうちに決済を終了させるため、翌日の持ち越しがなければ、海外の相場変動や悪いニュース等に影響されることはなく、オーバーナイトリスクを低く抑える事ができる（逆に好材料が出ても、持ち越しによる恩恵を受けることは出来ない）。
分散投資
手持ちの資金を細分化して投資し保有するのとは異なる、手持ち資金をループトレードにより何度も投資するデイトレードの方式は、結果的には分散投資という形式になる。それゆえデイトレードは分散投資により投資リスクをある程度限定する事ができる（一方でデイトレード中にストップロスに失敗すれば、積み上げてきた利益を一回の取引で失う可能性もある）。
初心者でも入り込みやすい
口座さえ作れば誰でもできるので、初心者でも入り込みやすい。また値動きの分析であるテクニカル分析だけではなく、ファンダメンタル分析と併用してトレードすることもできる。資金量に応じてスリルや興奮のみを追求した純粋なロッタリーや一種のオンラインカジノとして割り切った楽しみ方も出来る（逆に初心者にはギャンブル性や依存性が大きいため、その7割が資産の全てを失うとされている）。
サイコパス
有能なトレーダーはサイコパスである可能性が高いという見解をアメリカの科学者チームが発表した（企業トップや一流弁護士にも同様の見解を示した）。ただしこの実験は、平均的なIQを持った人間を集めて行われたものであるため、有能なデイトレーダーや企業トップは全てサイコパスだという見解ではない。

## 成功する確率
アメリカの調査によればデイトレードで成功する者は約1割程度であり、残りは投資資金を失うか負債を抱えるという。FX取引や先物取引の場合、投資家どうしの値幅の取り合いはゼロ和のゲームであるが、トータルで見れば証券会社の手数料（と譲渡益税）分のマイナスになる、マイナスサムゲームである。
一方、株式取引の場合、株価が上昇すればプラスサム、下降すればマイナスサムである。取引回数が増え、あるいは時間枠が短期になればなるほど、手数料に喰い潰される割合が相対的に長期投資と比較して高くなる。
週刊ダイヤモンドの第94巻41号（2006年10月28日販売号）では、ネット証券大手5社の預かり資産額が東証株価指数にほぼ連動していることから、「取引の回数を増やせば大数の法則が働き、市場平均並みの利益を平均的に出せるに過ぎない」という評価を下した記事が掲載されている。
それに対して、そのような論証的な見方は現実の成功例を見ていない、ただの無知に基づく思い込みであるとする批判もある。優れた投資家達が示す驚異的なパフォーマンスをあのような少ないドローダウンで達成する確率は極めて微小なものであるため、回数を重ねれば大数の法則が働くギャンブルとは異なるという意見である。ヘッジファンドのリターンに関する実証研究においても、リターンの非正規性とテイルリスク（検定時に除外されてしまう程度にしか発生しない、極めて大きなイベントリスクの存在が確認されている。
また、多くの経済学者や識者が依拠する効率的市場仮説が、きわめてミクロレベルでは成り立たないとするなら（そしてこれは多くのヘッジファンドやプロップファーム のトレーダーの前提条件である）、能力のあるデイトレーダーが成功するのは偶然ではない。このような人にとっては、むしろ長期投資よりも有利な手法であるという意見もある。そしてデイトレードは投資ではなく投機なのであり、利益を上げ続けるには値動きへの深い洞察力と高レベルな判断能力を要する。

## 社会的評価
2003年以降、B・N・F（ジェイコム男）をはじめとした、デイトレードや短期トレードにより短期間で億単位の資産を稼ぎ出したトレーダーが出現し、投資雑誌やテレビに取り上げられる機会も多くなったことで、デイトレーダーは社会的に一定の認知を得つつある。
だが、市場の上下に投機して利益を得る相場師を、虚業をなす者として軽んじる風潮が明治時代から存在しており、現代においても一部の投資関係者、また有力経済紙のコラムや論評の一部には、企業価値に基づく年単位の長期投資こそが投資の王道であり、デイトレードなどの短期投資は邪道とする見解もある。
2008年2月14日、経済産業省の北畑隆生事務次官は記者会見でデイトレーダーについて「最も堕落した株主。本当は競輪場か競馬場に行っていた人がパソコンを持って証券市場に来た。バカで浮気で無責任なので、 議決権を与える必要はない」と発言した。だがこの発言は批判の対象となり同次官は陳謝の意を表明した。
別の問題として、自称巨額の利益を挙げたトレーダーや自称投資顧問事業者などが投資術や投資情報を提供するなどと吹聴し、書籍販売による印税や情報提供による利益を得ている情報業者も存在する。誇大広告に対して処分勧告が出された事例 や無登録の投資顧問業務をおこなったとして自称「カリスマトレーダー」が投資顧問業法違反（現金融商品取引業法）の容疑で摘発された事例 などがあるが氷山の一角の状況である。
憲法上は経済的営みに関して、人権における自由権のうちの経済的自由の1つである営業の自由が認められているとされる。デイトレードといえども、経済的な活動の基盤を獲得することについて、人は国家や権力から干渉を受けるものではない。

## トレード環境
チャートソフト
証券会社が提供する独自ソフト。分足チャートや板情報をリアルタイムに表示する。デイトレーダーはこれらのソフトを使うため各社が個性的なソフトを提供している。SBI証券の「HYPER SBI」や楽天証券の「マーケットスピード」、松井証券の「ネットストックトレーダー」がその代表例である。